# Pharmacie et Aide humanitaire
Pharmacie et Aide humanitaire (PAH), ou PAH - Les Pharmaciens Humanitaires (nom de l'organisation depuis 2015) est une organisation non gouvernementale internationale à but humanitaire, dont le siège est basé en France.

## Historique
L'association PAH est fondée en 2001 par Jean-Jacques Bléas et Jean-Louis Machuron, anciens membres fondateurs de Pharmaciens sans frontières (PSF). Leur objectif est de partager leur expérience du terrain aux pharmaciens désirant apporter leur soutien et leur compétence dans des missions humanitaires, et ainsi leur donner les connaissances et compétences nécessaires à une action efficace et responsable.

## Charte
PAH n’a pas vocation à se substituer aux états et aux structures nationales des pays dans lesquels elle intervient, mais PAH cherche à travailler en partenariat avec ces structures afin de leur fournir un appui technique dans ses domaines de compétences. 

## Organisation
PAH initie et forme des pharmaciens à l'action humanitaire, et mène des missions d’urgence, de développement et d’évaluation dans les pays en développement. L'organisation se divise en trois sections, financièrement indépendantes l'une de l'autre.

### Expertise et formation
Le diplôme universitaire, créé en 1992, permet de former les professionnels de santé en général et du médicament en particulier dans le secteur de l'action humanitaire. Organisé au sein de la faculté des sciences pharmaceutiques de l'Université de Caen Basse-Normandie, il associe une formation théorique suivie d'un stage sur le terrain.
PAH réalise également des audits des structures sanitaires et pharmaceutiques des pays en développement.

### Opérations
PAH intervient dans l'urgence (catastrophes naturelles, conflits armés, épidémies) en participant à la gestion de stock des médicaments et du matériel médical, en organisant les réseaux d’approvisionnement et de distribution et en épaulant les systèmes pharmaceutiques nationaux.
L'organisation assure également le tri des dons en médicaments, ainsi que la reconstruction et la réhabilitation de structures pharmaceutiques locales. Ses implications dans l'urgence sont effectuées en visant une pérennisation de l'aide après le départ de l'équipe urgentiste.

### Laboratoire de contrôle et de recherche
PAH gérait la Centrale humanitaire médico-pharmaceutique (CHMP) de Clermont-Ferrand, qui fournit de nombreux acteurs de l'aide humanitaire en médicaments essentiels génériques, en matériel médical et autres produits de santé, et en assurait le contrôle qualité.

## Axes d’intervention
- Promouvoir des actions humanitaires et de développement dans le domaine médical, pharmaceutique, de l’hygiène et d’une manière plus générale en santé publique.
- Effectuer des missions d’urgence, de développement, d’expertise et/ou d’audit dans les pays en développement ou à ressources limitées.
- Former des étudiants et des professionnels de santé à l’action humanitaire à travers un Diplôme Universitaire.
- Former du personnel national employé sur le terrain aux bonnes pratiques de gestion du médicament.
- Assurer un accès au médicament de qualité, et assurer la mise en place d'un circuit sécurisé pour les médicaments et autres produits de santé.
- Assurer l'accès à ces produits de santé aux populations nécessitant de tels soins.

## Zones d'intervention

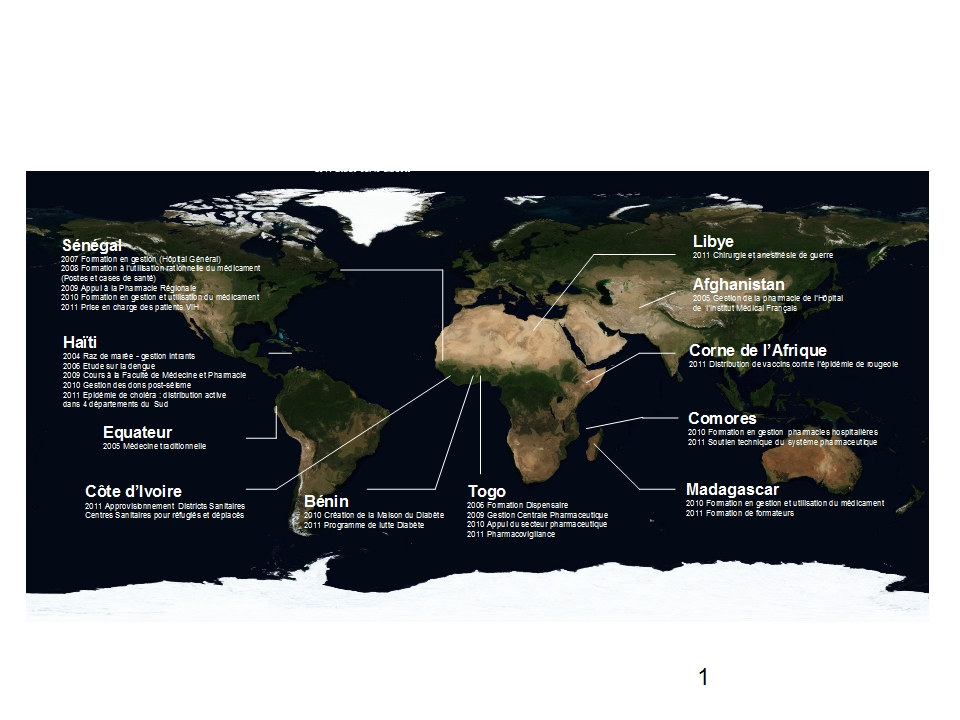

## Partenaires
- Fondation Mérieux
- OCHA (Office for the Coordination of Humanitarian Affairs), branche de l'ONU
- Médecin du Monde
- La Croix Rouge Haïti